# Zenit (satélite espía)

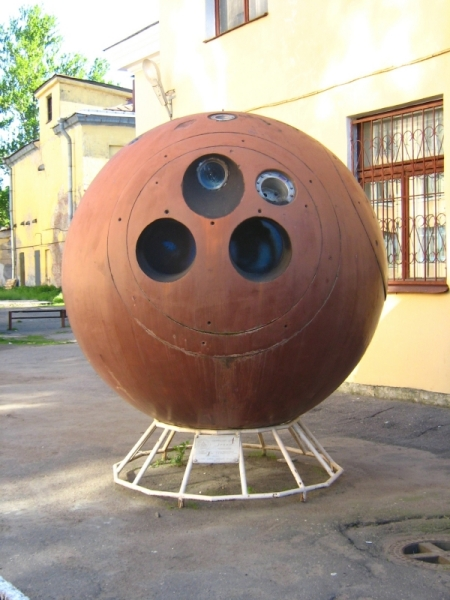
Cápsula de reentrada de un satélite Zenit.

Zenit (en ruso: Зени́т) es el nombre de una serie de satélites espía militares lanzados por la Unión Soviética entre 1961 y 1994 (desde la época de la Guerra Fría hasta los años posteriores a la caída de la Unión Soviética). Para encubrir su misión real, la de espiar, todos los vuelos fueron designados con el nombre de Kosmos y un número de referencia. Tras un período de 33 años, cerca de quinientos Zenit fueron lanzados, haciendo de este la serie de satélites más numerosa de la historia de la navegación satelital.

## Variantes

### Zenit 2
El Zenit 2 fue la primera versión del proyecto en ser lanzada en el año 1961, puesto que no hubo Zenit 1.
Cada cámara de fotos tenía 1500 rollos de película y cada 200 kilómetros, se tomaba una imagen de 60 km². La resolución de las imágenes comenzó siendo de 10-15 m, aunque con esas fotos se podía divisar el número de coches de un aparcamiento. Las cámaras fueron desarrolladas en la Fábrica Óptico-Mecánica de Krasnogorsk, cerca de Moscú.
El Zenit 2 también incorporaba el equipo de ELINT para captar señales de radar de la OTAN. Los satélites llevaban una antena parabólica, de más o menos 1 m de diámetro, que se asocia a este equipo. Sin embargo, no se sabe con certeza si la antena transmitió señales grabadas a la URSS o solo estaba diseñada para interceptar señales de radar. En este último caso habrían sido registradas en cinta magnética, para ser recuperadas después de que la cápsula aterrizara. 
Hubo 81 lanzamientos del Zenit 2, 58 fueron correctos y 11 fueron terminados con éxito, pero presentando pequeños fallos. Se dieron 12 misiones falladas, 5 debido a un mal funcionamiento basado en los satélites y 7 debido a un defecto en el vehículo del lanzamiento. 
- Primer vuelo: Kosmos 4, 1962.
- Último vuelo: Kosmos 344, 1970.

### Zenit 2M
Se trataba del mismo satélite con nuevas y modernas mejoras, como un nuevo sistema de cámara fotográfica y la incorporación de paneles solares. Mientras que la masa de la nave espacial fue aumentada a 6300 kilos, el cohete lanzador de Vostok fue sustituido por los de Vosjod y Soyuz. 
- Primer vuelo: Kosmos 208, 1968.
- Último vuelo: Kosmos 1044, 1978.

### Zenit 4
A diferencia del Zenit 2, se ha divulgado poca información sobre este satélite. El Zenit 4 fue pensado para la fotografía de alta resolución e incorporaba una cámara fotográfica de 3000 mm de longitud focal, así como una cámara fotográfica de 200 mm. La longitud focal de la cámara fotográfica principal era mayor que el diámetro de la cápsula, así que la cámara fotográfica hizo uso un espejo para doblar la trayectoria ligera. La resolución de las imágenes no se hicieron públicas, sino que se cree que pudieron haber sido de alrededor de 1-2 m.
El Zenit 4 cargó 6300 kg (alrededor de 1500 más que el Zenit 2). Así pues, en vez de por el cohete de Vostok, fue lanzado mediante el cohete más fuerte de Vosjod. Probablemente fueron lanzados un total de 76 Zenit 4. 
- Primer vuelo: Kosmos 22, 1963.
- Último vuelo: Kosmos 355, 1970.

### Zenit 4 M
Una versión mejorada del Zenit 4, el Zenit 4M, incorporaba una cámara fotográfica nueva, modernos paneles solares, y un motor con posibilidad de reinicio, por tanto, la órbita del satélite se podría alterar durante el curso de su misión. La duración de las misiones era de 13 días.
- Primer vuelo: Kosmos 251, 1968.
- Último vuelo: Kosmos 667, 1974.

### Zenit 4 MK / Zenit 4 MKM
Éstas pudieron haber sido versiones del Zenit 4 diseñado específicamente para volar en órbitas más bajas para mejorar la resolución de la imagen. Diversas fuentes afirman que fueron concebidas con dispositivos para compensar la fricción aerodinámica y para soportar los efectos de la temperatura de las diversas capas de la atmósfera. 
- Primer vuelo: Kosmos 371, 1970.
- Último vuelo: Kosmos 1214, 1980.

### Zenit 4 MT
Ésta fue una versión especial del Zenit 4M, pensada para la fotografía topográfica. Incluía una cámara topográfica SA-106, un altímetro láser y un aparato con efecto Doppler. 
- Primer vuelo: Kosmos 470, 1971.
- Último vuelo: Kosmos 1398, 1982.

### Zenit 6U
Versión "universal" del Zenit, diseñada para misiones tanto a baja altitud y baja resolución de imagen, como para misiones a gran altitud, de observación general del terreno. Todos los modelos utilizaron el vehículo de lanzamiento Soyuz. Se produjeron 96 lanzamientos. 
- Primer vuelo: Kosmos 867, 1976.
- Último vuelo: Kosmos 1685, 1985.

### Zenit 8
Este modelo de satélite fue pensado para la fotografía cartográfica militar. Utilizó un vehículo de lanzamiento Soyuz. Dichos lanzamientos se produjeron en Baikonur y Plesetsk. Tenía una autonomía en órbita de 15 días. Los satélites similares a este modelo fueron designados tomando el nombre "Resurs".
El vuelo Kosmos 2281 fue el último lanzamiento del satélite Zenit.
- Primer vuelo: Kosmos 1571, 1984.
- Último vuelo: Kosmos 2281, 1994.